# World Register of Marine Species

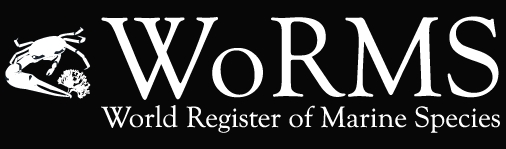
Officieel logo

Het World Register of Marine Species (WoRMS) is een gegevensbank waarin namen van mariene organismen worden bijgehouden. De inhoud van het register wordt bewerkt door wetenschappelijke specialisten. Deze taxonomen controleren de kwaliteit van de informatie, die wordt verzameld uit verschillende regionale en taxon-specifieke gegevensbanken. WoRMS houdt geldige namen bij van alle mariene organismen en biedt ook informatie over synoniemen en ongeldige namen.  De auteurs hopen alle naar schatting 240 000 mariene soorten op te nemen in de gegevensbank.  In 2010 bevatte WoRMS 205 058 soorten, waarvan er 171 971 werden gecontroleerd.  In 2012 bevatte het reeds 215 643 soorten, waarvan er 198 580  werden gecontroleerd (92%). Anno december 2021 bevatte WoRMS 239 907 soorten waarvan 97% werd gecontroleerd.
WoRMS werd opgericht in 2008. Het wordt vooral gefinancierd door de Europese Unie en gehost door het Vlaams Instituut voor de Zee in Oostende, België. WoRMS heeft formele afspraken met een aantal andere biodiversiteitprojecten, waaronder de Global Biodiversity Information Facility en de Encyclopedia of Life. Hoewel het een permanente taak is om het register bij te werken wanneer er nieuwe soorten worden ontdekt en beschreven, hoopt WoRMS een up-to-date overzicht van alle mariene soorten te verkrijgen tegen 2010, het jaar waarin de Census of Marine Life zal worden afgerond.

## Wereldregister van Geïntroduceerde Mariene Soorten (WRIMS)
In 2015 werd het register (World Register of Introduced Marine Species) geopend. WRIMS somt wereldwijd de gekende niet-inheemse mariene soorten op, met een indicatie van het gebied waarin zij beschouwd worden als niet-inheems. Daarenboven geeft de databank ook mee of er ecologische effecten of economische gevolgen gerapporteerd zijn, waardoor die soort dus als invasief kan beschouwd worden in dat gebied.